# Rivalta di Torino
Rivalta di Torino (Rivàuta in piemontese) è un comune italiano di 19 964 abitanti conurbato nell'area metropolitana di Torino, in Piemonte, situato a circa 15 km sud-ovest dal capoluogo, nella valle del torrente Sangone.

## Territorio
Adagiata sulle rive settentrionali del Sangone, tra Rivoli (a nord) e Orbassano (a sud e a ovest), Rivalta ricopre un vastissimo territorio rurale, che si estende a occidente fino ai confini con Sangano, Villarbasse, Volvera, Bruino e Piossasco. Fuori dal centro storico infatti, sono da citare le frazioni decentrate di Tetti Francesi (compresa zona Casermette), Pasta, Gerbole di Rivalta (le frazioni Blangiotto, Prabernasca e Hella sono considerate da anni come parte della frazione), Tetti Gabriolotti, Dojrone,Tetti Pereno (ormai accorpate alla frazione di Tetti Francesi). Verso sud-est invece, si trova anche il grande Ospedale decentrato del San Luigi Gonzaga, questi già sotto il comune di Orbassano, in direzione di Beinasco.

## Storia e toponimo
Il suo nome deriva dal latino Ripalta, ossia "riva alta", in riferimento al fatto che si trova nel versante più alto del torrente Sangone.
Immersa nelle campagne torinesi, Rivalta nasce come castrum fortificato da parte di nobili feudatari dell'XI secolo, dove compare il nome del marchesato di Torino di Olderico Manfredi. Fu quindi saccheggiata nel 1176 dalle truppe di Federico Barbarossa, quindi restituita al nobile conte Rinsaldo qualche anno dopo. La storia del paese è strettamente legata alle sorti del noto castello, edificato sulla altura meridionale del borgo storico intorno all'XI secolo, ancor oggi accessibile da via Orsini. Nel 1176, Rivalta passò al vescovado di Arduino di Valperga, ma fu parzialmente distrutta dalle truppe di Enrico VII di Lussemburgo, per poi passare di proprietà agli Orsini.
A cavallo tra l'XI-XII secolo, alcuni monaci dell'Ordine di Sant'Agostino iniziarono l'evangelizzazione della zona. Grazie soprattutto al sostegno economico della Contea di Savoia, fu eretta l'antica (ex) abbazia e due chiese, su quelle che saranno le attuali Santa Croce e Santi Pietro e Andrea.
Finiti i sostegni economici (per i problemi tra papa Innocenzo IV e l'impero di Federico II), nel 1254 l'abbazia ceduta sotto l'ordine religioso cistercense, sotto la guida dell'abate Bartolomeo da Sestri Levante e, successivamente, all'Abbazia di Santa Maria di Staffarda. I cattolici rivaltesi ne sovvenzionarono le economie, tanto da indurre l'allora papa Clemente IV ad emettere bolla di riconoscimento di amministrazione e giurisdizione autonoma del comune, nell'anno 1267; tuttavia, qualche decennio dopo, a causa della scarsa cura dei successivi commendatari cistercensi, l'abbazia subì un degrado. Di proprietà degli Orsini, fu soltanto grazie alle sovvenzioni lasciate dal loro parente, papa Niccolò III, che sia il borgo sia l'abbazia non decaddero del tutto; anzi, fu ristrutturato il castello verso il XIV secolo. Tutte le proprietà diventarono un'amministrazione unica sotto gli Orsini, grazie all'investitura del duca Emanuele Filiberto, insieme ai territori di Orbassano e Trana; questo almeno fino al 1695, quando la cittadina diventò completamente autonoma.
Per il declino strutturale del castello e dell'abbazia invece, si dovette aspettare il 1770, con la soppressione di quest'ultima, declassata a monastero, da papa Clemente XIV. A ciò, si aggiunse il fatto che nel 1787 gli ultimi Orsini rivaltesi non ebbero discendenza: Rivalta quindi fu consegnata al ramo dei vicini cugini, i conti di Orbassano, fino al 1823, quando poi passò di proprietà a Cesare della Chiesa, conte di Benevello, rinomato pittore di corte che, fece ristrutturare il castello; sua figlia Bianca, contessa e moglie di Demetrio Piccono della Valle, vi fondò un ospedaletto di ricovero per anziani, ancor oggi titolato a lei.
A metà del XIX secolo Rivalta fu funestata da un’epidemia di colera e dal calo della produzione agricola a causa di nuovi parassiti (peronospora e fillossera). Dopo l’unità d’Italia vi fu una ripresa economica con nuove opere e una significativa attività artigianale. Nella prima guerra mondiale Rivalta ebbe 28 caduti e ospitò anche profughi dalle terre invase durante il conflitto.
Nel corso della seconda guerra mondiale i rivaltesi uccisi o dispersi furono 13; dopo l’8 settembre 1943 anche a Rivalta ci fu attività partigiana, con 15 vittime fra i partigiani - tra questi il comandante di brigata Miotero Geninetti e Battista Mellano, ai quali sono state intestati un vicolo e una strada - e oltre 40 deportati (all’epoca Rivalta aveva circa 2 000 abitanti). A partire dagli anni sessanta Rivalta ebbe un forte sviluppo demografico anche a causa della costruzione di uno stabilimento Fiat.

## Luoghi di interesse
- Il suddetto castello medievale[7], che fu di proprietà conti Orsini: se ne hanno notizie a partire dall'anno 1062

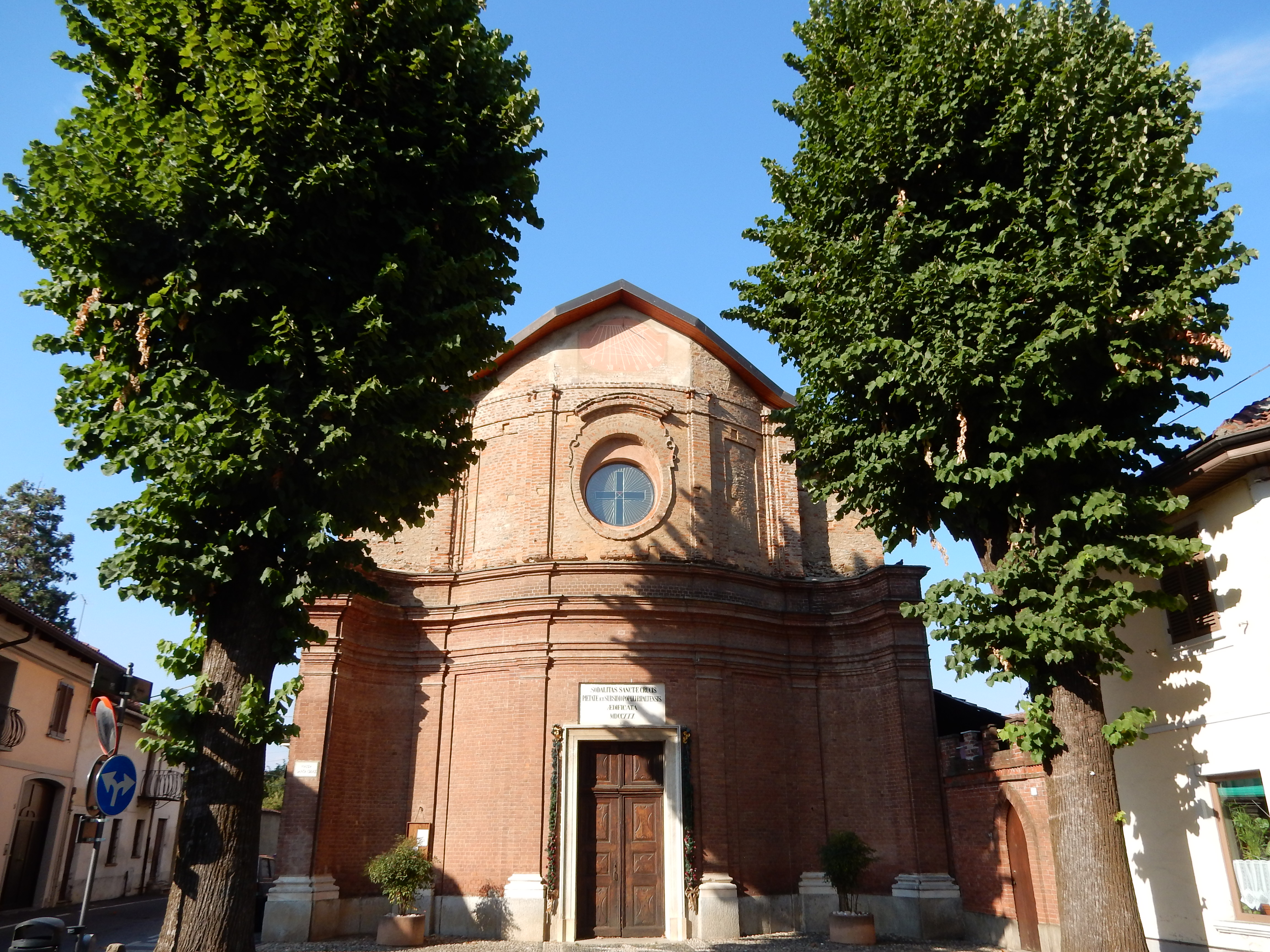
Chiesa di Santa Croce

- Le antiche mura di cinta del borgo storico, ancora in buona parte intatte e visibili in alcune parti del centro cittadino
- L'ex-monastero, oggi sede della scuola media statale don Lorenzo Milani e provvisto di parco, dove in estate si tiene la manifestazione "Luci nel Parco" e cinema all'aperto. Adiacente, la scuola ECDL per poter acquisire la patente europea del computer
- La torre civica di via Umberto I, la strada che attraversa il centro storico del paese. In alcune occasioni è possibile salire sopra e vedere tutto il paesaggio circostante
- Chiesa dei Santi Pietro e Andrea, sorta su una chiesa preesistente, l'attuale è molto probabilmente del 1400, dedicata a San Bernardino e San Giovanni Evangelista, poi nel 1792, fu dedicata ai due Santi, quando l'abbazia del monastero fu dismessa
- Sulla suddetta chiesa, il campanile fu eretto nel 1934 per volontà del Canonico Candido Balma: svetta a 46 metri di altezza ed è visibile da tutti i comuni limitrofi

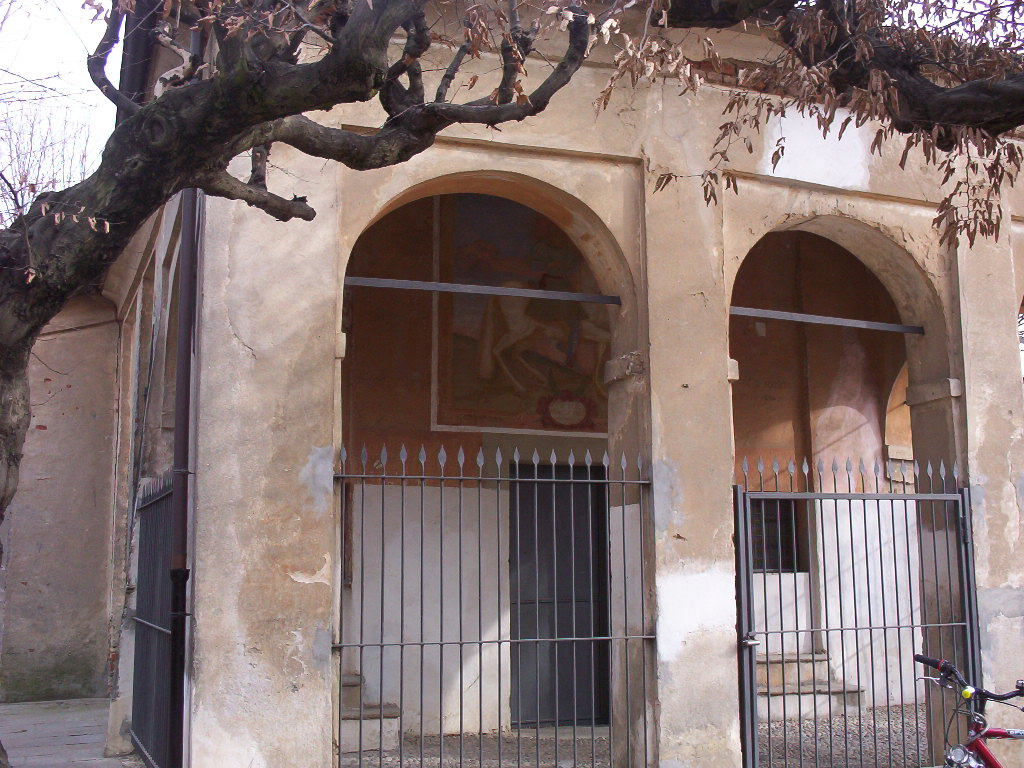
Cappella S.Vittore e Corona

- Chiesa di Santa Croce, sorta su un'antica chiesa dedicata a San Rocco, venne progettata dall'architetto Giovanni Antonio Sevalle e costruita nel 1718 in stile tardo barocco piemontese a mattoni, come Confraternita detta dei batù, in piemontese quelli che si auto-colpivano in segno di penitenza, e che portavano le carrozze dei funerali, di cui una è ancora conservata. All'interno l'altare maggiore interno in marmo policromo, dono degli Orsinik nel 1805, una statua di Sant'Antonio Abate accompagnato dal consueto maialino e col bastone del pellegrino, affascinanti affreschi, marmi pregiati e l'organo Bussetti, restaurato nel 2005.
- Cappella della chiesa dei santi Vittore e Corona che si trova fuori città ed è dedicata ai patroni. Costruita in stile romanico molto semplice, fu decorata con due coppie di archetti semicircolari. Al suo interno sono custodite importanti opere del XV secolo come la Madonna che allatta, una natura morta di carattere liturgico dell'epoca di Ludovico di Savoia (1435 circa). Allo stato attuale è chiusa alle visite e la messa viene celebrata due domeniche prima della festa Patronale, che è sempre la seconda domenica di maggio, con la processione dalla cappella alla parrocchia
- Il mulino, collocato vicino al monastero, ristrutturato da poco ed ora utilizzato per convegni e riunioni. La parte al piano terra è stata dedicata alla creazione di un ristorante, dove si possono degustare i tipici sapori piemontesi
- La frazione di Gerbole, dal piemontese Gerb, terreno non fertile : nel passato infatti quella zona non era coltivata, in quanto era difficile irrigare tali terreni. Qui vi fu una chiesa dedicata alla Madonna della Mercede, costruita probabilmente nella prima metà dell'Ottocento, oggi però accorpata dentro la cascina Badello
- La cascina Rifoglietto

## Manifestazioni
- La seconda domenica di ottobre si festeggia l'altro santo patrono di Rivalta ossia Isidoro l'Agricoltore.
- La sagra del tomino di fine settembre, un prodotto tipico rivaltese marchiato come Prodotto Agroalimentare Tradizionale sin dal 2000, da cui anche le maschere di carnevale Tuminè e Tuminera

## Economia
Nel territorio comunale, in frazione Tetti Francesi, aveva sede uno dei più grandi stabilimenti produttivi del Gruppo Fiat, che prendeva nome appunto dal comune, la Fiat Rivalta, che ha avuto notevole influenza sullo sviluppo demografico comunale e sulle modifiche della struttura sociale degli anni settanta.

## Sport
A Rivalta di Torino esistono 3 squadre di pallacanestro: l'Oasi Laura Vicuna, l'Atlavir e la Polisportiva Pasta.
Si praticano anche calcio, pallavolo e atletica. Attualmente gioca le partite interne di calcio la GSD Tetti Francesi Rivalta che partecipa al campionato di Seconda Categoria Girone E e vincitrice della Coppa Piemonte Valle D’Aosta della delegazione di Pinerolo 22/23 battendo 2-1 (Arcuri e Promio i marcatori) il Cumiana Sport nella finale di Vigone. 
La Polisportiva Pasta milita attualmente anche nel girone unico della serie C1 di Futsal, vincitrice nella stagione 23/24 della coppa italia regionale. 

## Amministrazione

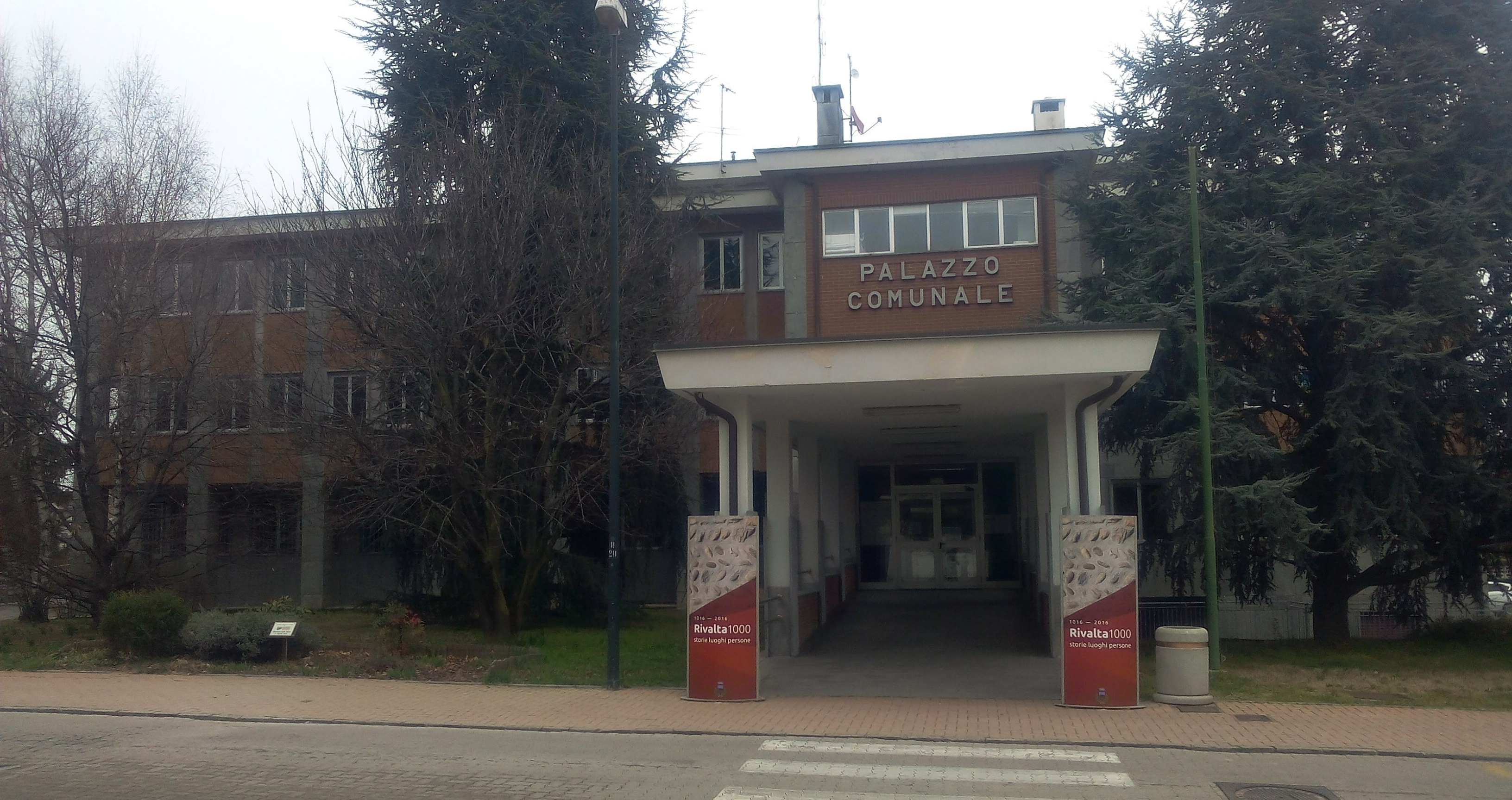
Il municipio

| Periodo | Periodo   | Primo cittadino    | Partito                          | Carica  | Note     |
| ------- | --------- | ------------------ | -------------------------------- | ------- | -------- |
| 1993    | 1997      | Nicola De Ruggiero | centro-sinistra                  | Sindaco |          |
| 1997    | 2002      | Nicola De Ruggiero | centro-sinistra                  | Sindaco |          |
| 2002    | 2007      | Amalia Neirotti    | centro-sinistra                  | Sindaco |          |
| 2007    | 2012      | Amalia Neirotti    | centro-sinistra                  | Sindaco |          |
| 2012    | 2017      | Mauro Marinari     | lista civica Rivalta sostenibile | Sindaco |          |
| 2017    | 2021      | Nicola De Ruggiero | centro-sinistra                  | Sindaco | deceduto |
| 2021    | in carica | Sergio Muro        | centro-sinistra                  | Sindaco |          |

## Società

### Evoluzione demografica
Dal 1961 ed in sessanta anni, la popolazione residente è aumentata di otto volte, contribuendo allo spopolamento del comune di Torino, riunendosi però geograficamente ad esso insieme a Orbassano e Rivoli, tramite altri comuni confinanti con quello di Torino quali Collegno, Grugliasco e Beinasco.
Abitanti censiti

### Etnie e minoranze straniere
Al 31 dicembre 2023 la popolazione straniera era di 1 242 persone, pari al 5,92% dei residenti.

## Cultura

### Biblioteche
La biblioteca "Silvio Grimaldi" di Rivalta è stata ospitata nel municipio dal 1996 fino al 2017, anno in cui la sede è stata trasferita nel Castello degli Orsini, in pieno centro storico, su più piani. La biblioteca è stata nominata in onore di un ragazzo ucciso a Rivalta il 19 luglio 1944 da un gruppo di soldati tedeschi, in quanto individuato durante un rastrellamento effettuato da loro e dai repubblicani.
A Tetti Francesi è presente la sede secondaria Paola Garelli da gennaio 2002, nelle vicinanze del Centro di Aggregazione Giovanile.

## Infrastrutture e trasporti
Dal 1882 al 1958 la frazione di Prabernasca fu servita dalla tranvia Torino-Orbassano-Giaveno.
Quasi al confine con Piossasco e Bruino, si trova il piccolo aeroporto "Aldo Cerrina" abbandonato da molti anni. Parte del terreno dell'ex aeroporto ospita il centro sportivo "Cerrina Race Track", pista per Go kart e corsi di guida sicura.